# Narcistický rodič
Narcistický rodič je rodič vykazující rysy narcismu nebo trpící narcistickou poruchou osobnosti. Typicky se vyznačuje výlučným a majetnickým vztahem ke svým dětem a vnímá jejich rostoucí nezávislost jako ohrožení. Tento postoj vede ke vzniku narcistické vazby, v němž rodič chápe dítě jako nástroj k naplnění vlastních potřeb a přání. Narcistický rodič často usiluje o kontrolu dítěte prostřednictvím vyhrůžek a citového zneužívání. Tento způsob výchovy negativně ovlivňuje psychický vývoj dítěte, jeho schopnost racionálního uvažování, emoční prožívání, etické postoje i sociální chování. Osobní hranice dítěte bývají často ignorovány, aby rodič mohl dítě formovat a manipulovat k obrazu svému.

## Charakteristika narcistického rodiče
Narcistický rodič má nízké sebevědomí a pociťuje potřebu kontrolovat, jak ho vnímají druzí, ze strachu z odmítnutí, obvinění či odhalení vlastních nedostatků. Narcističtí rodiče bývají egocentričtí, někdy až grandiózní, a zároveň postrádají potřebnou flexibilitu a empatii nezbytnou pro výchovu dítěte. Narcismus, jak jej popsal Sigmund Freud ve své klinické studii, zahrnuje projevy jako sebeidealizaci, kolísavou sebedůvěru, zranitelnost, strach ze selhání, obavu ze ztráty náklonnosti druhých, závislost na obranných mechanismech, perfekcionismus a konfliktní mezilidské vztahy.
Aby si narcistické osoby udržely sebevědomí a ochránily své křehké pravé já, snaží se kontrolovat chování ostatních, zejména svých dětí, které vnímají jako prodloužení sebe samých. Narcističtí rodiče proto často hovoří o „předávání štafety“, udržování rodinného obrazu či o potřebě učinit sebe sama hrdými, díky dětem. Děti bývají kritizovány za projevy slabosti, přílišné emocionality, sobectví nebo nesplnění rodičovských očekávání. V důsledku toho se naučí hrát svou roli a prezentovat své zvláštní schopnosti, zejména na veřejnosti nebo před jinými lidmi. Destruktivní narcističtí rodiče mají potřebu být neustále středem pozornosti, přehánět, vyžadovat komplimenty a shazovat své děti. K zajištění poslušnosti využívají trestání ve formě obviňování, kritiky, citového vydírání a vyvolávání pocitu viny, čímž si udržují svou narcistickou dávku potvrzení a obdivu.

## Vliv narcistického rodiče na dítě
Děti narcistických rodičů se nemohou snadno bránit ani odpoutat, což vede k vážným dopadům na jejich psychické zdraví. Studie norské univerzity v Trondheimu z roku 2012 zjistila, že děti rodičů s narcistickou poruchou osobnosti častěji trpí ADHD, opozičním chováním, depresí, úzkostnými poruchami a dalšími psychickými obtížemi, přičemž rozvod rodičů riziko ještě zvyšuje. Genetika hraje roli ve 40 až 50 % případů, kdy se narcistická porucha osobnosti přenáší na dítě. Studie také potvrdila souvislost mezi narcismem a dalšími poruchami, jako je hraniční – například kombinace narcismu a hraniční poruchy u rodiče zvyšuje výskyt deprese u dítěte téměř sedminásobně. Narcističtí rodiče také často stojí za neorganickou poruchou prospívání, která se vyskytuje u týraných a zanedbávaných dětí. V USA má 70 % dětí v péči úřadů matku s poruchou osobnosti.

## Obrana dítěte před narcistickým rodičem
Existují některé strategie, které pomohou dětem zvládat vztah s narcistickým rodičem:
- Omezený kontakt a ochrana osobních hranic: Děti mohou být vystaveny chování, které narušuje jejich osobní hranice[1], což může vést k potřeba omezení kontaktu s narcistickým rodičem. Dospělé děti se mohou rozhodnout pro omezení interakcí nebo zcela přeruší kontakt, což umožňuje vyhnout se konfrontacím.
- Psychické zdraví: Děti vyrůstající s narcistickým rodičem mohou čelit nástrahám, které ovlivňují jejich psychickou pohodu. Mohou hledat způsoby, jak se zaměřit na aktivity, které podporují jejich psychické zdraví, například sport, koníčky nebo jiné formy relaxace. K udržení psychické rovnováhy může být důležité udržovat realistická očekávání a zaměřit se na vlastní schopnosti a kontrolu nad situací.
- Odborná pomoc: V některých případech se děti rozhodují vyhledat odbornou pomoc, aby lépe porozuměly svému vztahu s narcistickým rodičem a jeho dopadům. Terapeutická pomoc může poskytnout nástroje pro zvládání složitých emocí a situací. Kromě odborné pomoci může být užitečné mít podporu v okruhu lidí, kteří chápou situaci a poskytují emocionální oporu.